# Cattedrali sotterranee
Le cattedrali sotterranee sono cantine storiche di Canelli (provincia di Asti) scavate nel tufo calcareo nei secoli passati che scendono sino a 32 metri nel sottosuolo attraversando l'intera collina canellese e l'intera città per oltre 20-25 km. Sono chiamate cattedrali in quanto creano ambienti surreali e suggestivi e sono veri e propri capolavori d'ingegneria e di architettura enologica, con volte in mattoni a vista risalenti a inizio ottocento. In esse migliaia di bottiglie di vino pregiato, tra cui anche quelle di metodo classico Alta Langa Docg, vengono lasciate riposare alla temperatura costante di 12-14 gradi, ideale sia per la lavorazione che per l'affinamento. 
Nel 2014 sono state inserite nella Lista dei patrimoni dell'umanità dell'UNESCO, in quanto parte integrante della città di Canelli assieme a simili costruzioni denominate Infernot essendo beni unici e non rintracciabili in nessun altro luogo del mondo (requisito fondamentale per l'ammissione), ammissione in concomitanza con quella dei territori più vasti (a cui appartengono) del Monferrato, Roero e Langhe.
Le cattedrali sotterranee a Canelli sono 4.

Aperte al pubblico sono le cantine Bosca, Contratto e Coppo.

Gancia è la quarta cantina dove, nel 1865, fu creato il primo spumante italiano.
Nell'adiacente e tutelata zona di eccellenza vinicola delle Langhe, a Santa Vittoria d'Alba, esiste un'altra importante "cattedrale" sotterranea utilizzata come grande cantina industriale, resa celebre per un episodio della seconda mondiale e narrata nel film Il segreto di Santa Vittoria.

### Galleria d'immagini

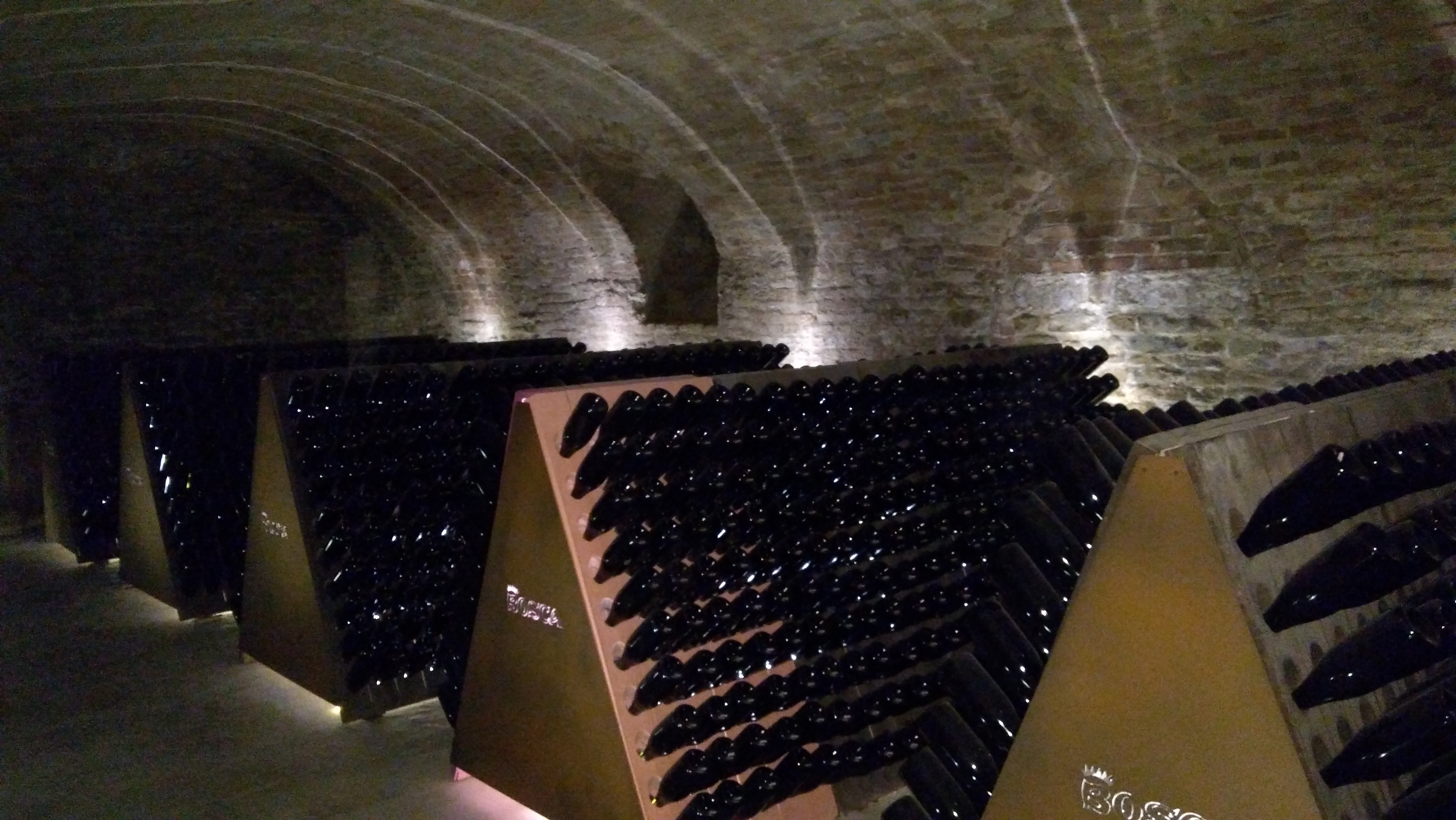
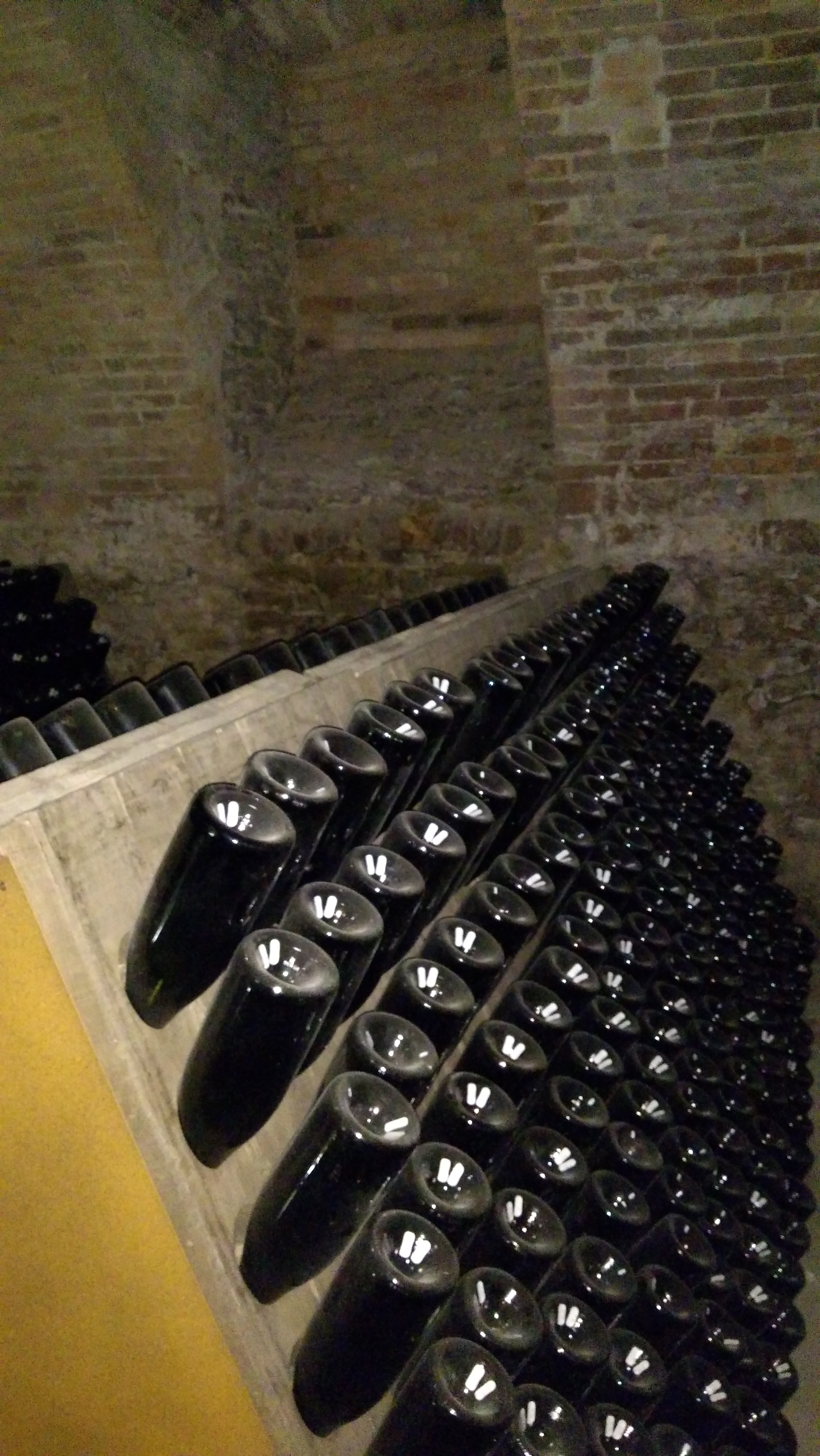
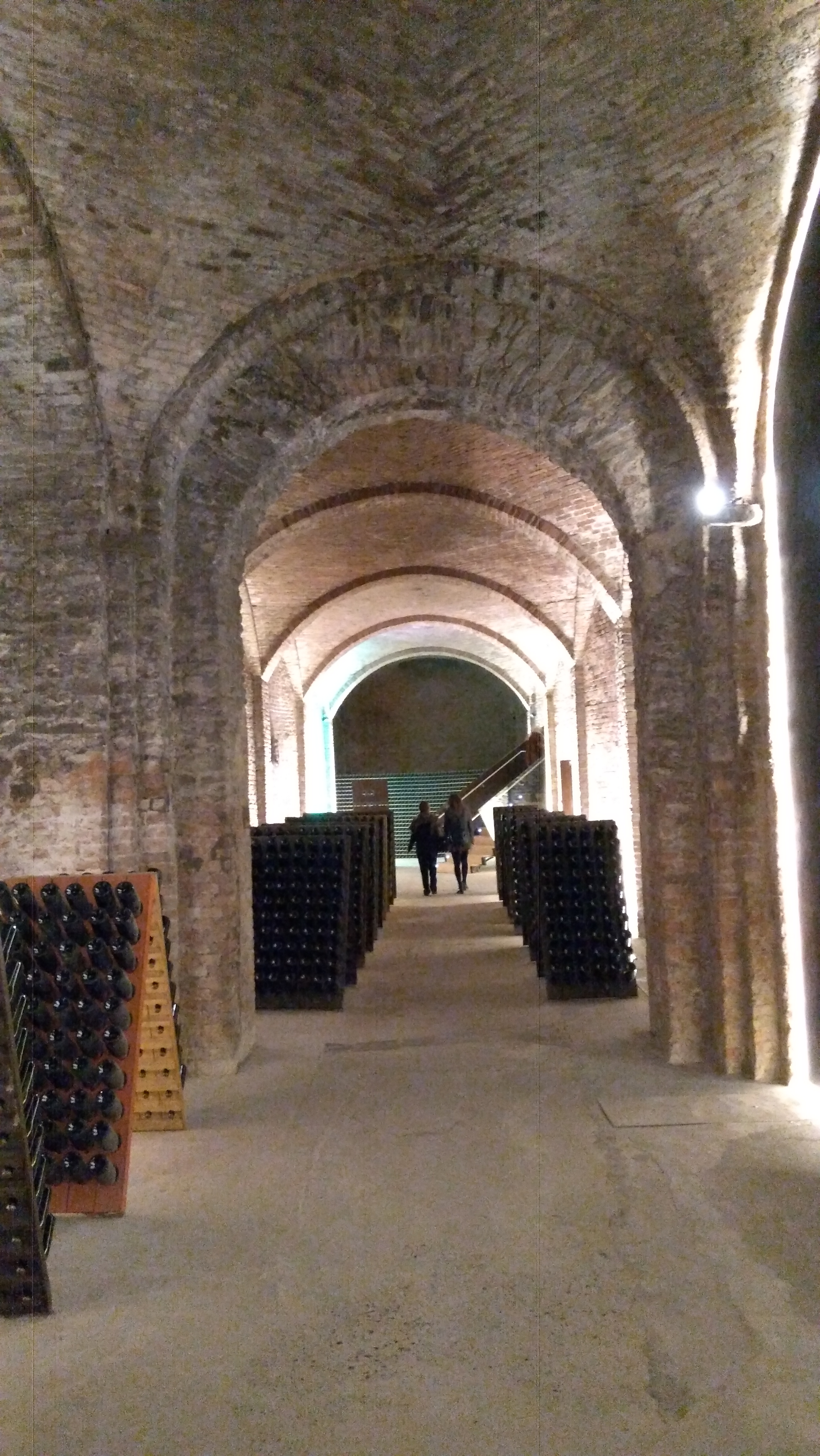
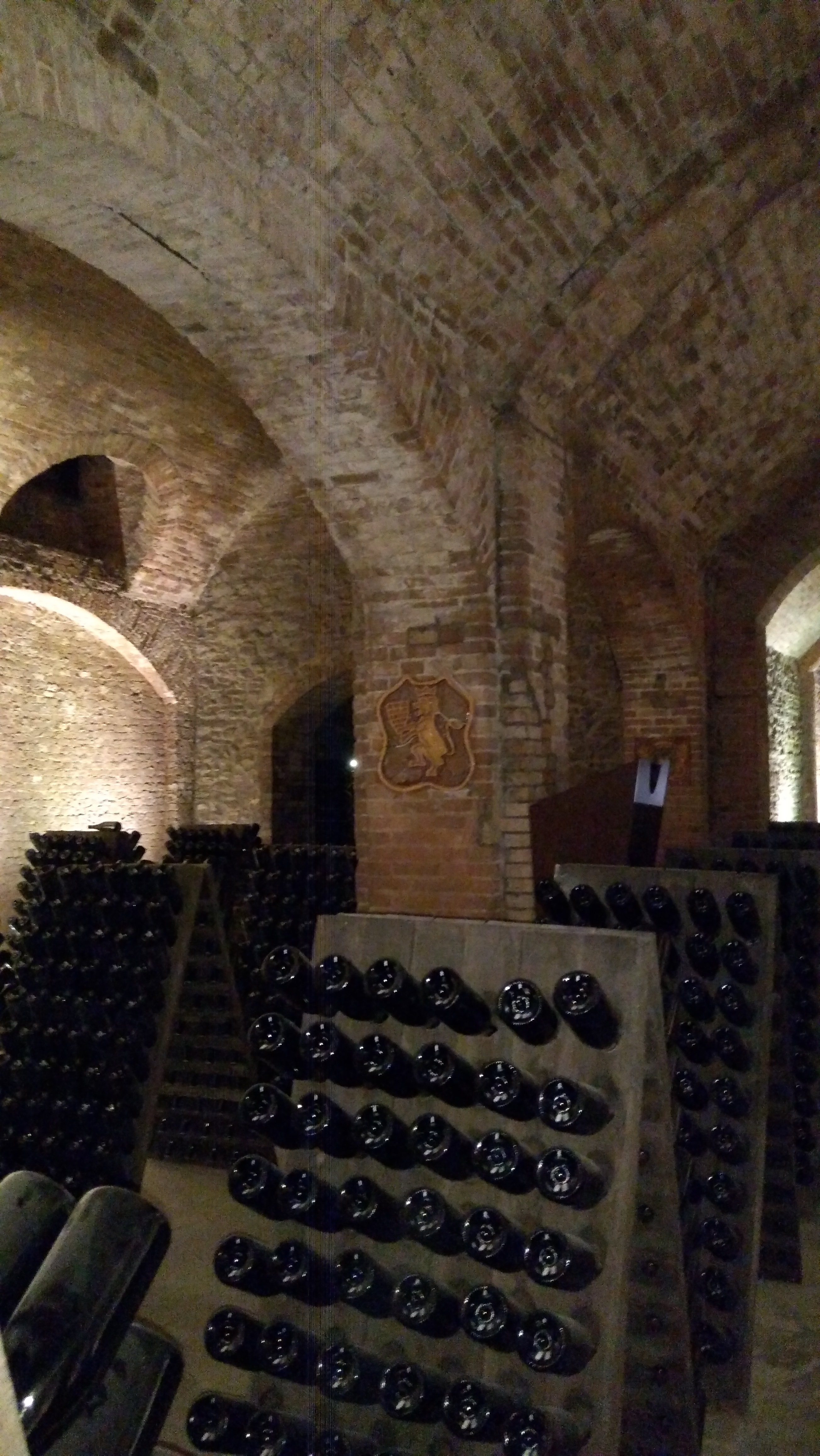
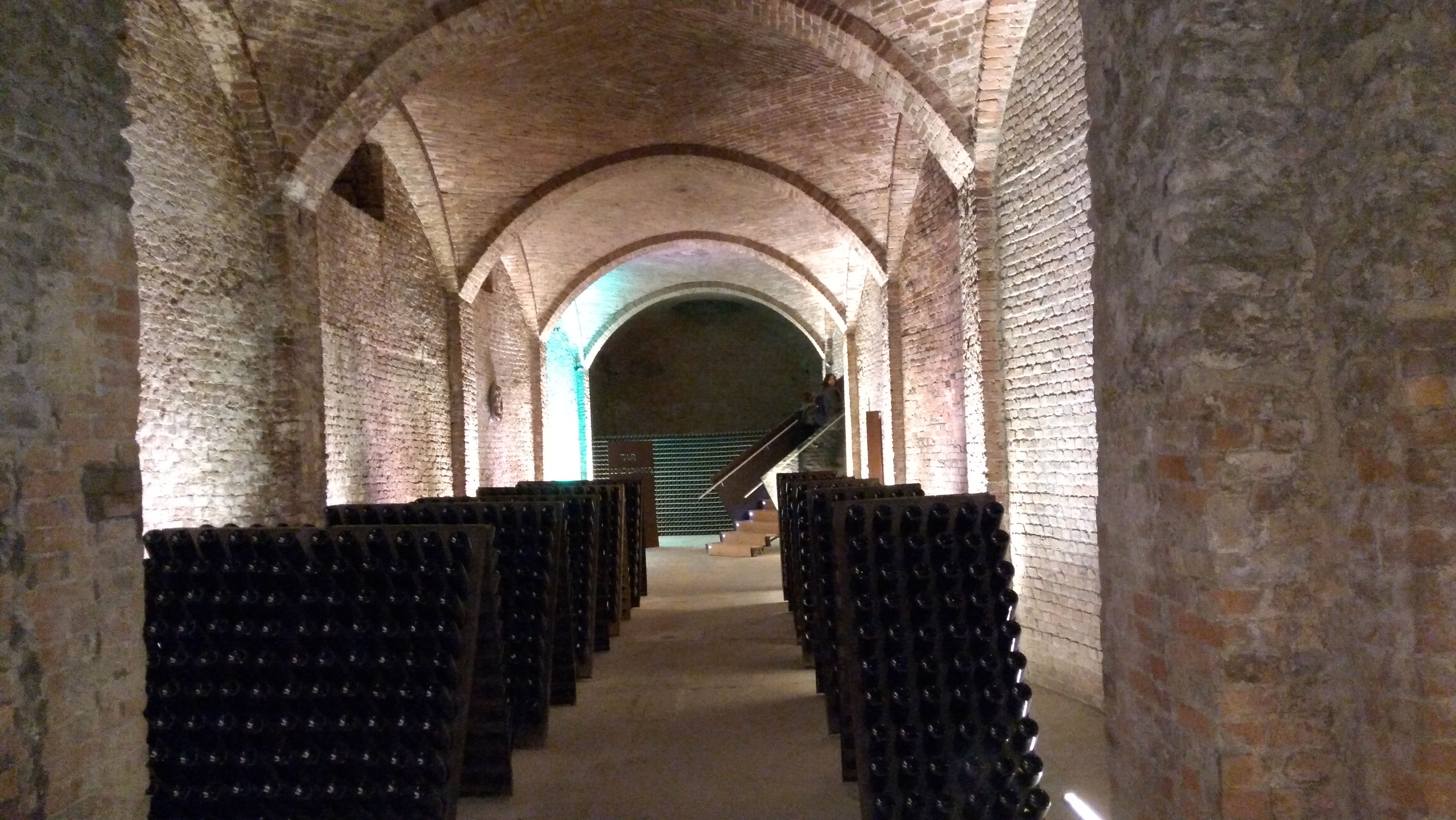
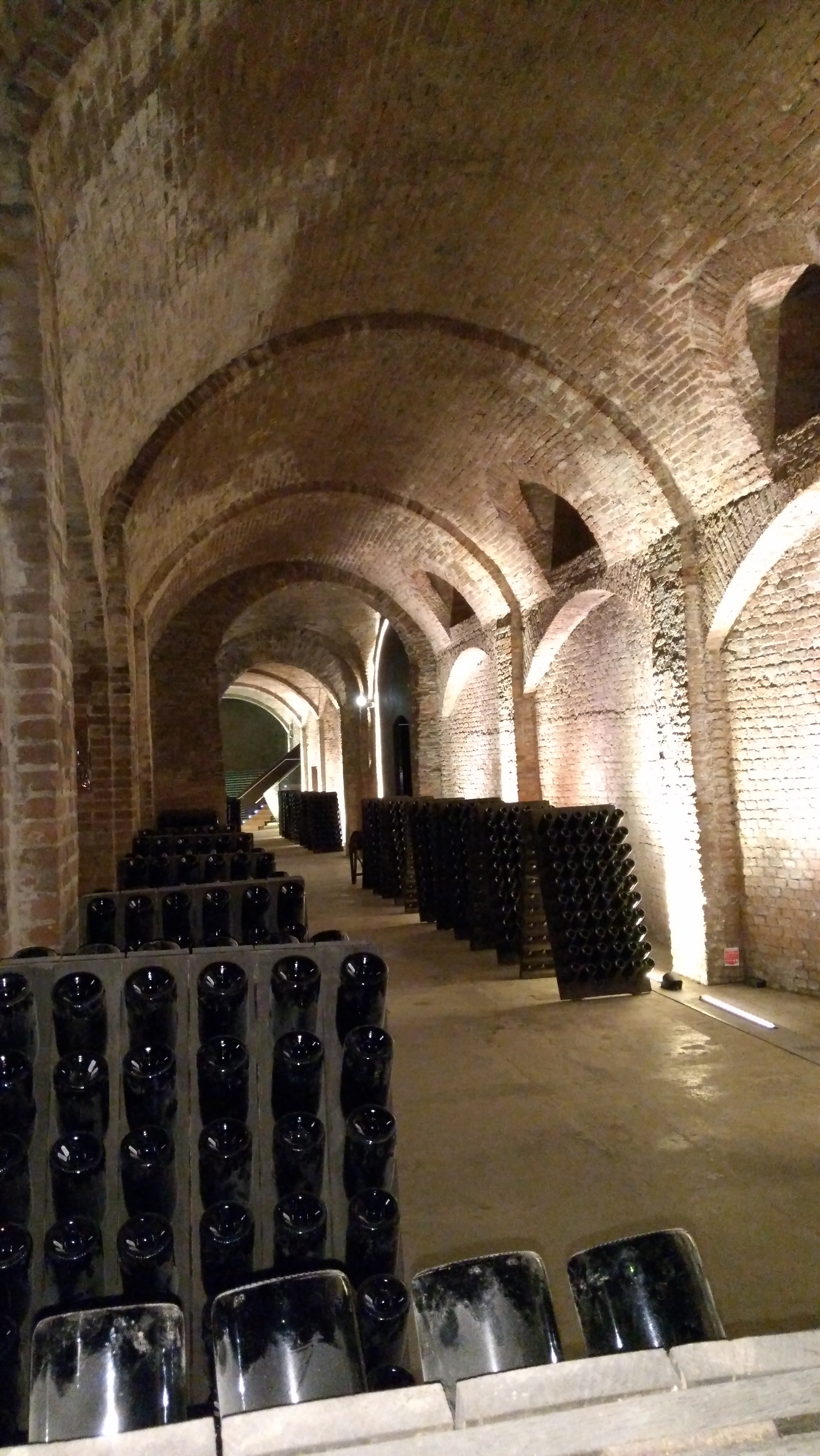
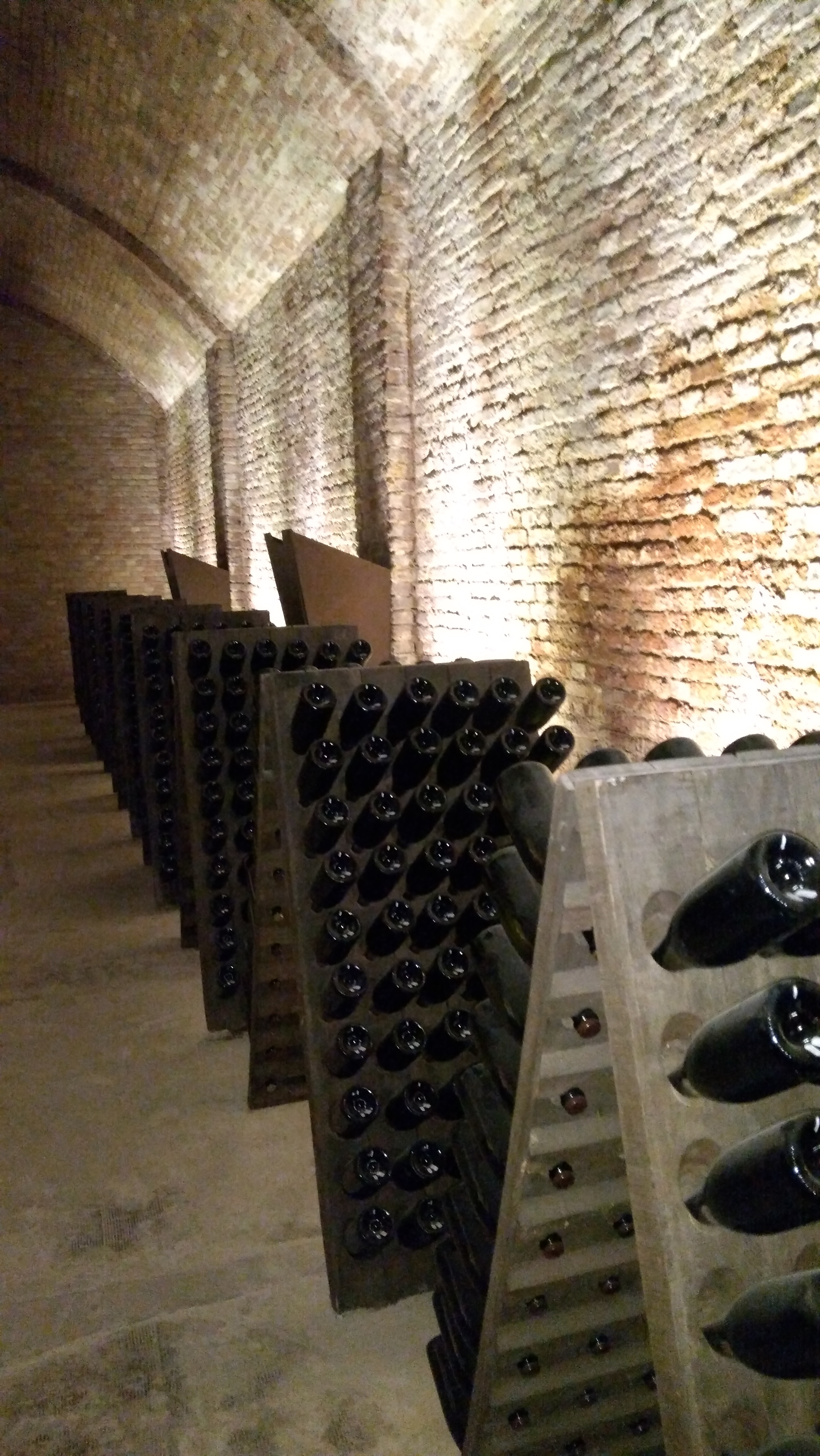